# João Dorat

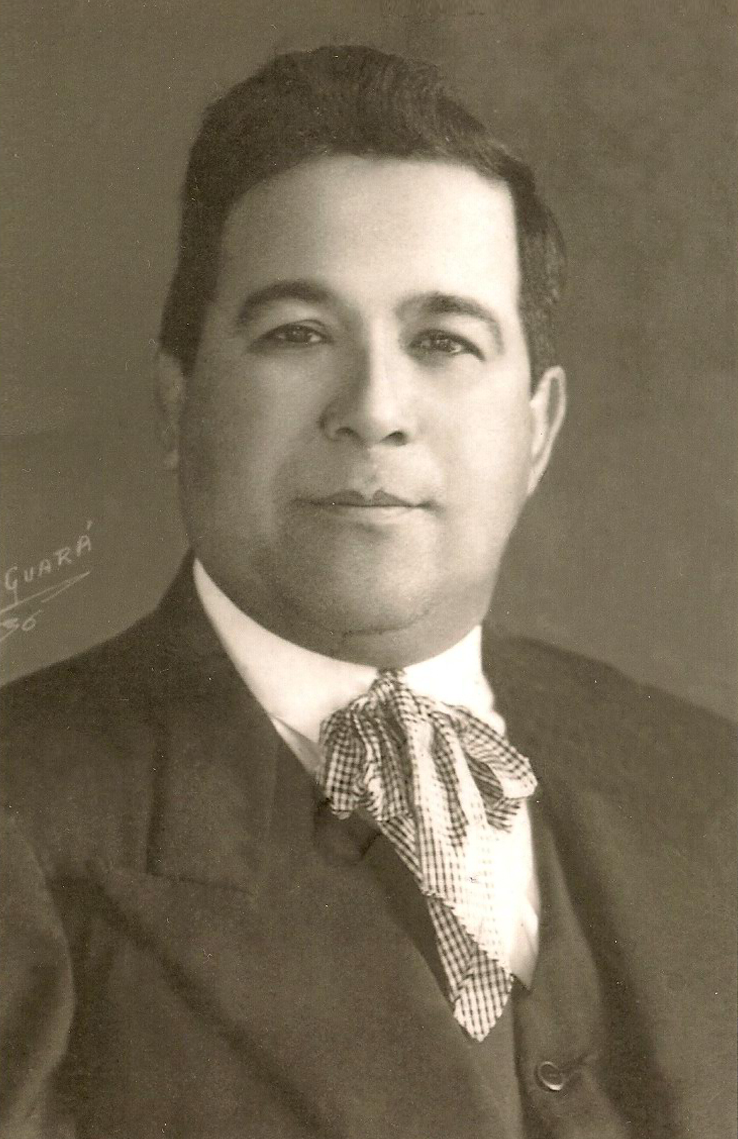

João Dorat é um artista plástico nascido na cidade paulista de Guaratinguetá, Brasil.
A sua cidade natal homenageou o artista em 1954, dando o seu nome a uma rua do município, localizada no bairro de Vila Santa Maria.